# Facultad de Medicina (Universidad de la República)
La Facultad de Medicina de Uruguay forma parte de las catorce facultades que integran la Universidad de la República (UdelaR). Fue fundada por decreto el 15 de diciembre de 1875. Su edificio mayor está situado en el barrio de la Aguada, en Montevideo.
Cuenta con cuatro escuelas y un hospital universitario, el Hospital de Clínicas. De acuerdo al VII Censo de Estudiantes Universitarios de Grado del año 2012, la Facultad cuenta con 8144 estudiantes matriculados.

## Historia
La Facultad de Medicina de Montevideo se funda por decreto del 15 de diciembre de 1875 con dos cátedras, la de Anatomía y Fisiología. El designado primer decano fue el doctor Suñer y Capdevila, en viejo edificio de la Universidad, en la calle Sarandí esquina Maciel.
Con el crecimiento del alumnado y de los nuevos institutos se hace necesario una nueva planta física; por la ley N.º 2711 del 12 de julio de 1901 se autoriza la construcción de un nuevo edificio para la Facultad de Medicina. Su realización estuvo a cargo del arquitecto Jacobo Vásquez Varela culminando las obras a fines de 1910; el edificio se inspira en la Facultad de Medicina de París.

## Estudiantes
| 1960 | 1968 | 1974 | 1988 | 1999 | 2007      | 2012 |
| ---- | ---- | ---- | ---- | ---- | --------- | ---- |
| 2763 | 3940 | 5136 | 6834 | 6227 | 7833/7863 | 8144 |

## Títulos de grado y posgrado
- Doctor en Medicina (Nuevo Plan de Estudios de la carrera de doctor en Medicina del 2008.)[3]
- Técnico en Promoción de Salud y Prevención de Enfermedades - Licenciado en Salud Comunitaria.[4]
- Obstetra – Partera
- Técnico en Anatomía Patológica
- Tecnólogo en Cosmetología Médica
- Técnico en Hemoterapia
- Técnico en Podología
- Técnico en Radioisótopos
- Tecnólogo en Radioterapia
- Tecnólogo en Salud Ocupacional
- Licenciado en Fisioterapia
- Licenciado en Fonaudiología
- Licenciado en Imagenología
- Licenciado en Instrumentación Quirúrgica
- Licenciado en Laboratorio Clínico
- Licenciado en Neurofisiología Clínica
- Licenciado en Neumocardiología
- Licenciado en Oftalmología
- Licenciado en Psicomotricidad
- Licenciado en Registros Médicos
- Tecnólogo en Registros Médicos
- Licenciado en Terapia Ocupacional
- Licenciatura en Biología Humana

Primer edificio de la Facultad de Medicina y de la Universidad de la República en la esquina de calles Sarandí y Maciel, Ciudad Vieja.

Algunos de estos títulos se pueden cursar en el anexo del Departamento de Paysandú.

## Escuelas de la Facultad de Medicina
- Escuela de Graduados
- Escuela de Parteras
- Escuela Universitaria de Tecnología Médica

## Hospital Universitario
El Hospital de Clínicas Dr. Manuel Quintela se encuentra situado en el octavo lugar a nivel de los hospitales latinoamericanos en la web y dentro del top 1000 de los hospitales a nivel mundial.

## Decanos
| Decano                                 | Período   |
| -------------------------------------- | --------- |
| Francisco Suñer y Capdevila            | 1876-1877 |
| Julio Jurkowski                        | 1877-1878 |
| Antonio Serratosa                      | 1879-1880 |
| Eduardo Kemmerich                      | 1878-1879 |
| Juan Crispo Brandis                    | 1880-1881 |
| Guillermo Leopold                      | 1881-1882 |
| José Pugnalini                         | 1882-1883 |
| José Máximo Carafí                     | 1884-1887 |
| Pedro Visca                            | 1887-1888 |
| Elías Regules                          | 1888-1898 |
| José Scosería                          | 1898-1904 |
| Alfredo Navarro                        | 1905-1907 |
| Augusto Turenne                        | 1907-1909 |
| Manuel Quintela                        | 1909-1915 |
| Manuel Quintela                        | 1921-1927 |
| Alfredo Navarro                        | 1927-1933 |
| Pablo Carlevaro                        | 1969-1973 |
| Gonzalo Fernández Marana (interventor) | 1973-1978 |
| Pablo Carlevaro                        | 1985-1992 |
| Eduardo Touya                          | 1992-1998 |
| Luis Calegari                          | 1998-2002 |
| Ana María Ferrari                      | 2002-2006 |
| Felipe Schelotto                       | 2006-2010 |
| Fernando Tomasina                      | 2010-2018 |
| Miguel Martínez Asuaga                 | 2018-2022 |
| Arturo Briva                           | 2022-     |

## Consejo
La facultad está dirigida por un Consejo, el cual se integra por doce miembros, entre ellos: el Decano, cinco miembros electos por el orden docente (de los cuales tres, por lo menos, deben ser Profesores Titulares grado 5), tres por el orden estudiantil, y tres por el orden de egresados. 

## Asamblea del Claustro
| Presidente                          | Período   |
| ----------------------------------- | --------- |
| Dr. Fernando Rama                   | 1999-2001 |
| Br. Leonella Luzardo                | 2001-2003 |
| Dr. Silvio Ríos                     | 2003-2005 |
| Dr. Felipe Schelotto                | 2005-2007 |
| Br. Eduardo Guimaraens              | 2008-2010 |
| Dr. Daniel Gindel                   | 2010-2012 |
| Dra. Ana Acuña                      | 2012-2014 |
| Br. Martín Everett                  | 2014-2016 |
| Dr. Oscar Noboa                     | 2016-2018 |
| Dr. Jorge Luis Montaño              | 2018-2021 |
| Dra. Cecilia Guillermo              | 2022-2024 |
| Lic. María de las Mercedes Martínez | 2024-     |